# Cinq nations civilisées
Ne doit pas être confondu avec Cinq-Nations.

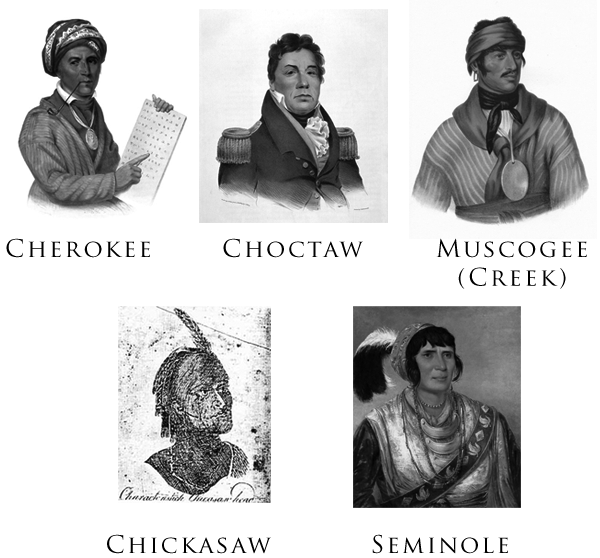
Représentation des "cinq nations civilisées"

L’expression « Cinq nations civilisées », parfois appelée « les cinq tribus civilisées » est le vocable qui sert à désigner cinq nations amérindiennes aux États-Unis, considérées comme ayant été « civilisées » par la société blanche pour avoir adopté beaucoup de coutumes occidentales (dont la possession de maisons en brique, de plantations et d'esclaves noirs et l'usage d'habillement à l'européenne) et pour avoir de bonnes relations avec leurs voisins. Ces cinq nations sont les Cherokees, les Chicachas, les Chactas, les Creeks et les Séminoles.
Les cinq nations civilisées vivaient dans le Sud-Est des États-Unis avant leur déportation vers d'autres lieux, en particulier le futur Oklahoma. Aujourd'hui beaucoup d'Amérindiens d'Amérique du Nord, en particulier ceux qui appartiennent à d'autres nations amérindiennes, considèrent que l’expression est paternaliste, voire raciste. La dénomination abrégée « les cinq nations » est alors utilisée pour éviter toute connotation péjorative.

## Histoire

### Déplacement forcé
Les nations ont été déracinées de leurs territoires à l'est du Mississippi dans une série de déportations qui s'est étalée sur plusieurs décennies et ont migré vers ce qui était appelé le Territoire indien qui est actuellement la partie orientale de l'Oklahoma. La déportation la plus connue est la Piste des Larmes de 1838 pour laquelle le Président Martin Van Buren rompit le traité de New Echota avec la nation Cherokee pour échanger leur propriété pour une terre plus à l'ouest. 
Lorsque les nations ont été déplacées dans le Territoire indien, le gouvernement leur promit que leurs terres seraient préservées de la colonisation blanche. Certains colons ne respectèrent pas cet engagement, en toute impunité jusqu'en 1893 quand le gouvernement ouvrit le « Cherokee Strip » pour étendre la colonisation par la conquête de l'Ouest en Oklahoma. En 1907, les territoires de l'Oklahoma et le Territoire indien ont été fusionnés dans un nouvel État de l'Oklahoma. Les Cinq tribus civilisées y sont fortement présentes de nos jours.

### Guerre de Sécession
Les cinq nations étaient divisées sur le parti à prendre pendant la guerre de Sécession. Les Chactas et les Chicachas combattaient majoritairement au côté des Confédérés tandis que les Creeks, les Séminoles et surtout les Cherokees étaient partagés entre le Nord et le Sud. Les Cherokees étaient même divisés au point d'être en guerre civile.

## La vie dans leTerritoire indien
Les Amérindiens des cinq nations civilisées s'établissent dans des villes telles que Tulsa, Ardmore, Tahlequah, Muskogee. Ils apportent avec eux leurs esclaves noirs.
Le Territoire indien est surveillé et encadré par une série de forts construits par le gouvernement fédéral. Les terres sont attribuées aux tribus qui les gèrent librement. Les Cherokees relancent leur journal, alors que les Creeks rédigent une constitution originale. Tous fondent des écoles de village et développent l'enseignement secondaire. Ils réorganisent leurs églises dans lesquelles les pasteurs prêchent en langue indigène. Certains Amérindiens réussissent à entreprendre des études dans les universités américaines.